# 清水河镇 (霍城县)
清水河镇，是中华人民共和国新疆维吾尔自治区伊犁哈萨克自治州霍城县下辖的一个乡镇级行政单位。

## 行政区划
清水河镇下辖以下地区：
牧场村、二宫村、二道河村、双沟一村、双沟二村、双沟三村、西卡子村、城西一村、城西二村、城西三村、农科站村、清泉村、清水河村、可克达拉农田村和可克达拉牧业村。